# Џон Бароуман
Џон Скот Бароуман (енгл. John Scot Barrowman; Маунт Вернон, 11. март 1967) је шкотско-амерички глумац и писац. Познат је по улози капетана Џека Харкнеса у научно-фантастичним серијама Доктор Ху и Торчвуд.